# American Football in den Vereinigten Staaten
American Football ist in den Vereinigten Staaten der populärste Zuschauer-Sport des Landes, mit einigen der leidenschaftlichsten Fans der Welt. In den Vereinigten Staaten wird das Spiel meist vereinfacht als „Football“ bezeichnet.

## Organisation
Organisiert wird American Football in den Vereinigten Staaten durch einzelne, in der Regel voneinander abhängige Ligen. Die größte davon ist die National Football League (NFL). Mit USA Football besteht ein Dachverband für Amateursport, der Mitglied im internationalen Dachverband International Federation of American Football (IFAF) ist und seit 2002 mit der NFL zusammenarbeitet. Daneben bestehen aber auch andere Dachverbände. 
Ein großer Teil des American Football wird im College gespielt. Auch hier bestehen verschiedene Organisationen, von denen die National Collegiate Athletic Association (NCAA) die deutlich größte ist. Der Spielbetrieb in High Schools ist meist auf Ebene der Bundesstaaten organisiert.
Neben den Ligen für Männer und Jungen, gibt es auch einige wenige Ligen für Frauen und Mädchen.

### Professionelles American Football
Die National Football League (NFL) ist die umsatzstärkste Profisportliga der Welt. Sie umfasst derzeit 32 Mannschaften, die überwiegende Zahl in den großen Ballungsräumen der USA. In New York und Los Angeles gibt es sogar je zwei Teams. 
Im Gegensatz zu den anderen großen Ligen in den USA hat die NFL seit der Einstellung der in Europa spielenden NFL Europe 2007 keine eigenen Nachwuchs- oder Entwicklungsliga. Seit 2024 existiert mit der United Football League (UFL) eine kleinere Liga, die im Gegensatz zur NFL im Frühjahr spielt. Sie dient Spielern auch als Sprungbrett in die NFL. 
Daneben bestehen mehrere Ligen, die Indoor bzw. Arena Football spielen. Diese Varianten werden meist im Sommer in der Halle gespielt, wobei das Feld kleiner und die Spielerzahl verringert ist. In der Saison 2025 existieren folgende Ligen
- Indoor Football League (IFL)
- National Arena League (NAL)
- Arena Football One (AF1)

### American Football im Hochschulsport
American Football ist auch im Hochschulsport sehr beliebt. Fast jedes College oder Universität in den USA haben ein eigenes Footballteam, welche fast ausschließlich in den Ligen der National Collegiate Athletic Association spielen, seltener auch in den Ligen der National Association of Intercollegiate Athletics oder National Junior College Athletic Association. Viele Hochschulen haben auch eigene Footballstadien.
Die besten Collegespieler versuchen nach dem Abschluss durch den NFL Draft in die NFL zu kommen und dort eine Profikarriere zu starten.

### American Football im High-School-Sport
Viele Highschools haben eigene Footballmannschaften, welche regelmäßig über 10.000 Besucher anlocken. High-School-Mannschaften spielen meist gegen Schulen innerhalb des eigenen Bundesstaates, grenznahe Schulen gelegentlich auch gegen Schulen im Nachbarbundesstaat. Die National Federation of State High School Associations ist für die meisten Schulen der zuständige Verband.

### Amateur- und semiprofessionelles American Football
Als Amateur-American-Football wird der Teil des Sports bezeichnet, dessen Akteure nicht für das Spielen bezahlt werden. Das Bezahlen von Spielern innerhalb von Amateurligen ist zumeist verboten.
Die wichtigsten Ligen sind:
- Gridiron Developmental Football League (seit 2010)
- Rivals Professional Football League (seit 2015)
- American 7s Football League (seit 2014, spielt Sieben-gegen-Sieben)

Bei den Frauen gibt es keine vollständig professionelle Ligen. Mehrere Ligen bieten semiprofessionelle Strukturen, so dass die Spielerinnen zumindest nicht für das Spielen bezahlen müssen:
- Women's Football Alliance (seit 2009)

- United States Women's Football League (seit 2010)
- Women’s National Football Conference (seit 2019)

## Nationalmannschaft der Vereinigten Staaten
Für die alle vier Jahre ausgetragene American-Football-Weltmeisterschaft der IFAF stellt die Organisation USA Football eine Nationalmannschaft auf. Aufgrund von Bedenken hinsichtlich eines ausgewogenen Wettbewerbs nahm man an den ersten beiden Weltmeisterschaften nicht teil, für die dritte wurden nur Amateurspieler nominiert. Für die WM 2011 und 2015 nominierte man dann auch professionelle Spieler, jedoch keine NFL-Spieler mit Vertrag. Alle drei Weltmeisterschaften, an denen sie teilnahmen, wurden gewonnen.